# Astaena ruficollis
Astaena ruficollis är en skalbaggsart som beskrevs av Moser 1926. Astaena ruficollis ingår i släktet Astaena och familjen Melolonthidae. Inga underarter finns listade.